# بني مطر (بني العوام)

تعديل مصدري - تعديل

بني مطر هي إحدى قرى عزلة جبل نمر بمديرية بني العوام التابعة لمحافظة حجة، بلغ تعداد سكانها 415 نسمة حسب تعداد اليمن لعام 2004.